# Xestoblatta surinamensis
Xestoblatta surinamensis är en kackerlacksart som beskrevs av Bruijning 1959. Xestoblatta surinamensis ingår i släktet Xestoblatta och familjen småkackerlackor. Inga underarter finns listade i Catalogue of Life.